# Малаештиј де Сус (Прахова)
Малаештиј де Сус (рум. Mălăeștii de Sus) насеље је у Румунији у округу Прахова у општини Думбравешти. Oпштина се налази на надморској висини од 267 m.

## Становништво
Према подацима из 2002. године у насељу је живело 218 становника, од којих су сви румунске националности.